# علم لیزر

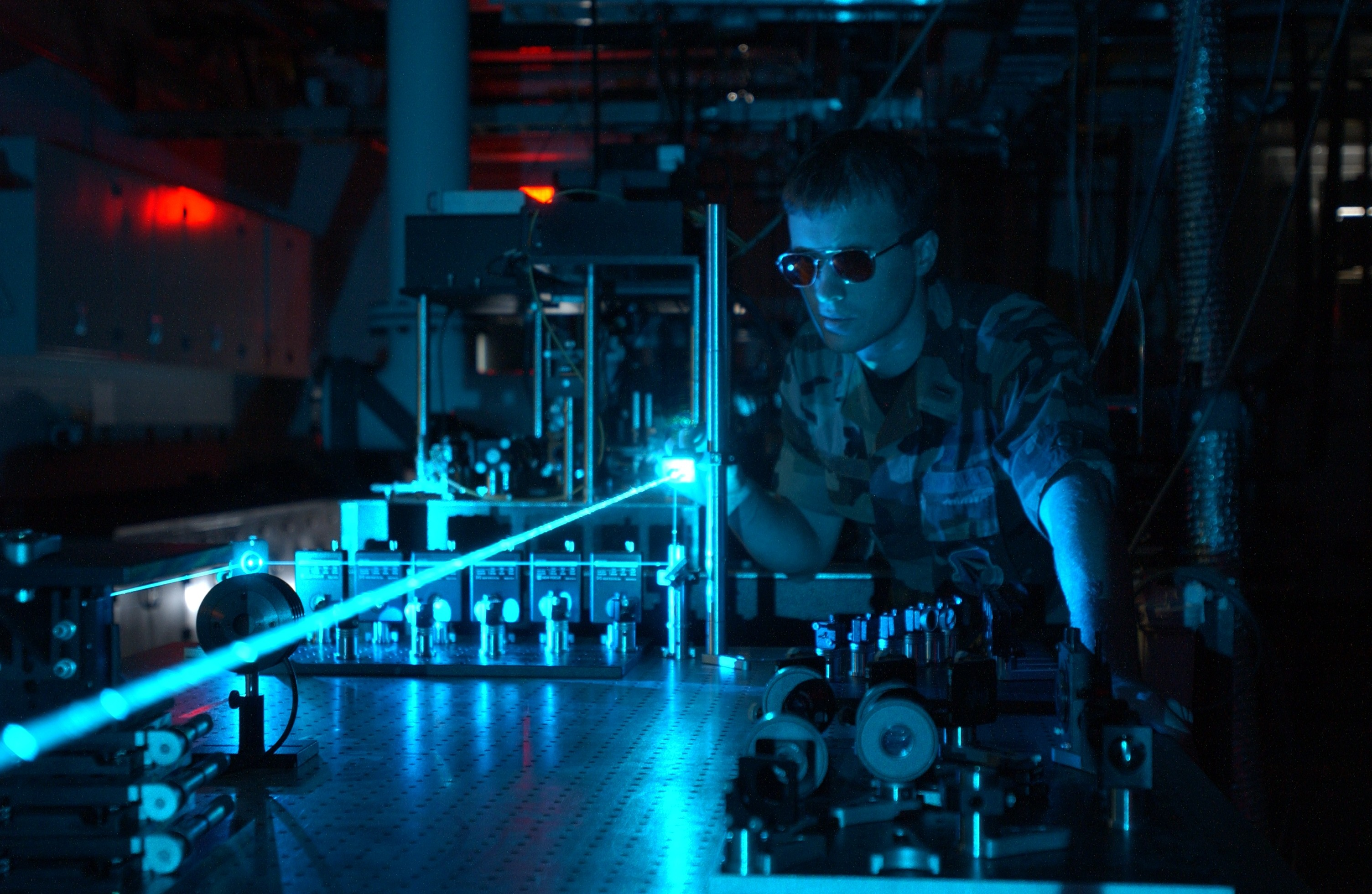
پژوهشی در رابطه با لیزر روی میز نورشناسی

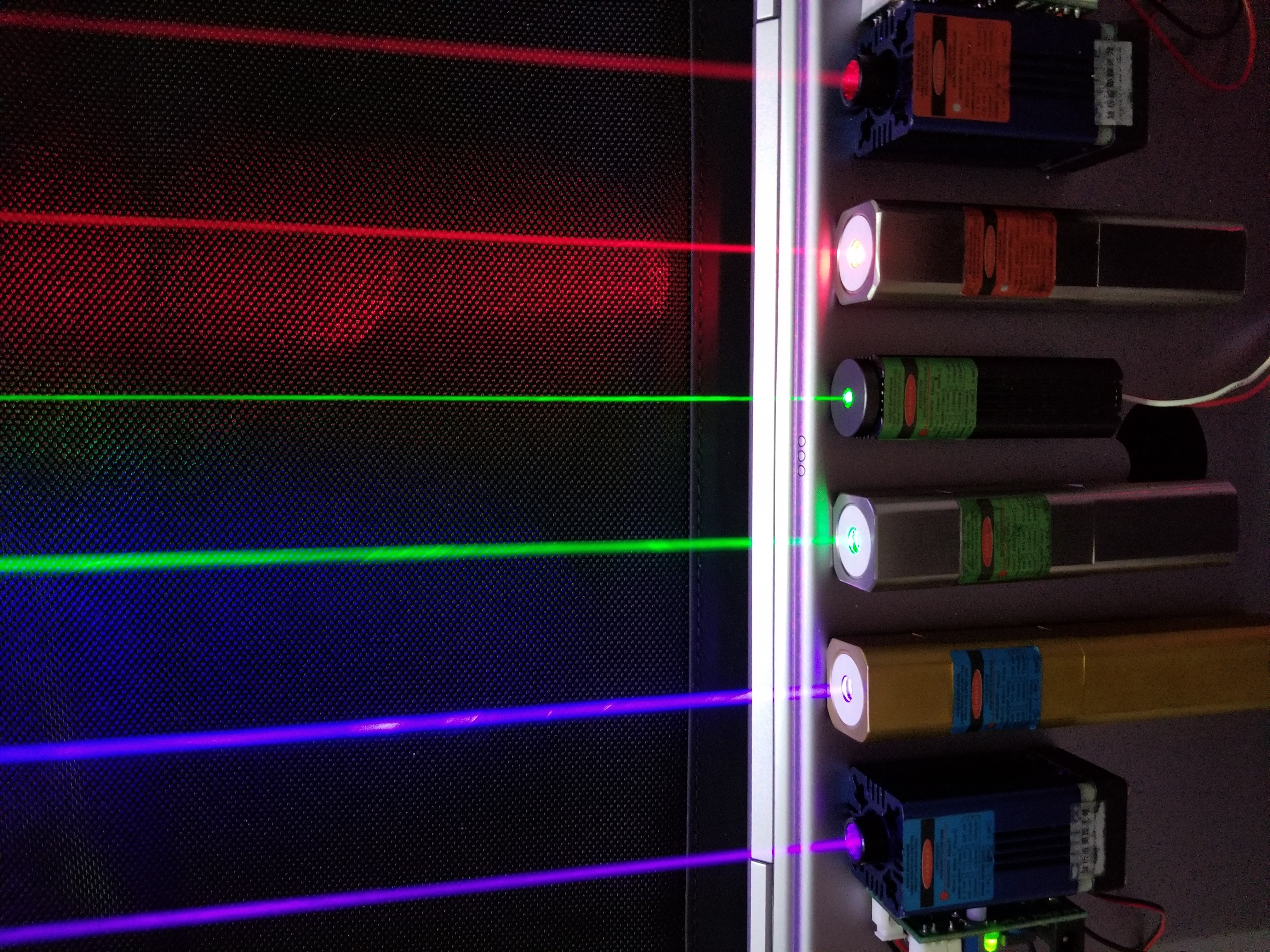
ماژول‌های لیزری (از پایین به بالا: ۴۰۵، ۴۴۵، ۵۲۰، ۵۳۲، ۶۳۵، و ۶۶۰ نانومتر)

علم لیزر یا فیزیک لیزر شاخه ای از نورشناسی است که نظریه و طرزکار لیزر را توصیف می‌کند.
علم لیزر اصولاً با الکترودینامیک کوانتومی، ساخت لیزر، طراحی کاواک اپتیکی، فیزیک ایجاد وارونگی جمعیت در محیط لیزری و سیر تکامل موقتی میدان نور در لیزر سروکار دارد. همچنین با فیزیک انتشار پرتو لیزر، به ویژه با فرایندهای فیزیکی پرتوهای گاوسی، با کاربردهای لیزر و با زمینه‌های مرتبط مانند نورشناسی غیرخطی و نورشناسی کوانتومی مرتبط است.

## تاریخچه
علم لیزر قبل از اختراع خود لیزر وجود داشته‌است. آلبرت انیشتین پایه علم لیزر و میزر را در سال ۱۹۱۷، از طریق مقاله ای ایجاد کرد که در آن، دوباره، قانون تابش ماکس پلانک را با استفاده از روش مبتنی بر ضرایب احتمال (ضرایب انیشتین) برای جذب، گسیل خود به خودی و گسیل تحریکی شده از تابش الکترومغناطیسی اثبات کرد. وجود گسیل تحریکی در سال ۱۹۲۸ توسط رودولف دبلیو لادنبرگ تأیید شد. در سال ۱۹۳۹، ولنتین فابریکانت برای اولین بار پیشنهاد پژوهشی لیزر را ارائه کرد. وی شرایط مورد نیاز برای تقویت نور با استفاده از گسیل تحریکی را مشخص کرد. در سال ۱۹۴۷، ویلیس اوژن لمب و رابرت رادرفورد گسیل تحریکی آشکاری را در طیف‌های هیدروژن پیدا کردند و اولین اثبات وجود گسیل تحریکی را انجام دادند. در سال ۱۹۵۰، آلفرد کاستلر (جایزه نوبل فیزیک ۱۹۶۶) روش پمپاژ نوری را پیشنهاد کرد که دو سال بعد توسط بروسل، کاستلر و وینتر به‌طور تجربی تأیید شد.
اصول نظری توصیف عملکرد لیزر مایکروویو (میزر) اولین بار توسط نیکولای باسوف و الکساندر پروخوروف در کنفرانس سراسری طیف‌سنجی رادیویی در می ۱۹۵۲ توصیف شد. اولین میزر توسط چارلز هارد تاونز، جیمز پی گوردون و هربرت جی. زیگر در سال ۱۹۵۳ ساخته شد. تاونز، باسوف و پروخوروف در سال ۱۹۶۴ جایزه نوبل فیزیک را برای تحقیقات خود در زمینه گسیل تحریکی دریافت کردند. آرتور اشکین، جرارد مورو و دونا استریکلند به دلیل اختراعات پیشگامانه در زمینه فیزیک لیزر، جایزه نوبل فیزیک را در سال ۲۰۱۸ را دریافت کردند.
اولین لیزر عملی شده و کارا (یک لیزر یاقوتی پالسی) در ۱۶ می ۱۹۶۰ توسط تئودور میمن در آزمایشگاه تحقیقاتی هیوز ساخته شد.